# Schmidtottia stricta
Schmidtottia stricta är en måreväxtart som beskrevs av Attila L. Borhidi. Schmidtottia stricta ingår i släktet Schmidtottia och familjen måreväxter. Inga underarter finns listade i Catalogue of Life.